# Bezirksklasse Thüringen 1935/36
De Bezirksklasse Thüringen 1935/36 was het derde voetbalkampioenschap van de Bezirksklasse Thüringen,  het tweede niveau onder de Gauliga Mitte en een van de drie reeksen die de tweede klasse vormden. FC Thüringen Weida werd kampioen en kon via de eindronde promotie afdwingen.

## Eindstand
| Plaats | Club                    | Wed. | Saldo | Ptn.  |
| ------ | ----------------------- | ---- | ----- | ----- |
| 1.     | FC Thüringen Weida      | 22   | 78:24 | 36:8  |
| 2.     | SpVg Gelb-Rot Meiningen | 22   | 47:17 | 31:13 |
| 3.     | SC 06 Oberlind          | 22   | 58:46 | 29:15 |
| 4.     | FC Wacker 1910 Gera     | 22   | 53:46 | 25:19 |
| 5.     | VfB 1910 Apolda         | 22   | 64:33 | 24:20 |
| 6.     | 1. FC Sonneberg 04      | 22   | 47:50 | 24:20 |
| 7.     | VfB Sömmerda 1911       | 22   | 45:45 | 21:23 |
| 8.     | SpVgg Zella-Mehlis 06   | 22   | 41:64 | 21:23 |
| 9.     | SV 04 Schmalkalden      | 22   | 52:51 | 18:26 |
| 10.    | SV 1910 Kahla           | 22   | 37:66 | 15:29 |
| 11.    | SV Germania 07 Ilmenau  | 22   | 36:72 | 10:34 |
| 12.    | MSV Gera                | 22   | 29:73 | 10:34 |

|  | Kampioen, deelname promotie-eindronde     |
|  | Trok zich na dit seizoen vrijwillig terug |
|  | Degradatie naar 1. Kreisklasse            |

## Promotie-eindronde
De zes kampioenen van de 1. Kreisklasse namen het tegen elkaar op, de top twee promoveerde.
| Plaats | Club                    | Wed. | Saldo | Ptn. |
| ------ | ----------------------- | ---- | ----- | ---- |
| 1.     | Eintracht 08 Altenburg  | 10   | 33:16 | 17:3 |
| 2.     | SC Apolda               | 10   | 32:11 | 16:4 |
| 3.     | SC Stadtilm             | 10   | 25:30 | 9:11 |
| 4.     | SV Union Zella-Mehlis   | 10   | 12:26 | 8:12 |
| 5.     | SV Arnoldi 01 Gotha     | 10   | 19:30 | 6:14 |
| 6.     | SpVgg Neuhaus-Igelshieb | 10   | 8:16  | 4:16 |

|  | Promotie naar Bezirksklasse Thüringen 1936/37 |